# Глобар
Глоба́р (англ. globar; cловослияние glow  и  bar) — источник инфракрасного излучения. 

## Конструкция и принцип работы
Глобар представляет собой силит, имеет форму стержня или арки небольшого размера, спрессованного из порошкообразного карбида кремния SiC. При пропускании  через него электрического тока нагревается до температуры порядка 1200—1400 °C. Длина волны рабочего диапазона излучения глобара λ 10 мкм и более.

## Применение
Используется в качестве источника излучения инфракрасного излучения непрерывного спектра в инфракрасной спектроскопии, так как его спектральное поведение приблизительно соответствует поведению планковского излучателя  (т. е. абсолютно черного тела). Альтернативными  инфракрасными источниками являются лампы Нернста и спирали из хромоникелевого сплава. Лазеры также позволяют получать инфракрасное излучение, однако только линейчатого спектра.

## Товарный знак
Компания  American Resistor Company  (Милуоки,  штат Висконсин, США) зарегистрировала слово и надпись Globar  в качестве товарного знака (в специальном декоративном  шрифте) в  Патентном и товарном ведомстве США  30 июня 1925 г., продлила 18 октября 1927 г., а затем и в третий раз в 1987 г. 